# Massimo Bulleri
Massimo Bulleri (10 de septiembre de 1977, Cecina, Italia) es un exjugador profesional de baloncesto y actual entrenador del Pallacanestro Varese de la Lega Basket Serie A.

## Equipos
- Benetton Treviso (1995-1996)
- Sporting Club Gira (1996-1997)
- Basket Mestre (1997-1998)
- Benetton Treviso (1998)
- Fulgor Libertas Forlì (1998-1999)
- Benetton Treviso (1999-2005)
- Olimpia Milano (2005-2007)
- Virtus Pallacanestro Bologna (2007-2008)
- Olimpia Milano (2008-2009)
- Benetton Treviso (2009)
- Olimpia Milano (2009-2010)
- Benetton Treviso (2010-2012)
- Reyer Venezia (2012-2013)
- New Basket Brindisi (2013-2015)
- Basket Ferentino (2015-2016)
- Pallacanestro Varese (2016-2017)

## Palmarés
- 2 Ligas italianas:

Pallacanestro Treviso:  2002, 2003
- 4 Copas de Italia:

Pallacanestro Treviso:  2000, 2003, 2004, 2005
- 2 Supercopas de Italia:

Pallacanestro Treviso:  2001, 2002
- 1 Recopa:

Pallacanestro Treviso: 1999